# 413
Cette page concerne l'année 413  du calendrier julien. Pour l'année 413 av. J.-C., voir 413 av. J.-C. Pour le nombre 413, voir 413 (nombre).
L'année 413 est une année commune qui commence un mercredi.

## Événements
- Décembre 412 à mai 413 : le moine bouddhiste chinois Faxian, rentrant de Ceylan en Chine, séjourne à "Ye-po-ti", c'est-à-dire Yavadvipa, nom indien de Java[1].
- Printemps : Héraclien, comte d'Afrique, se rebelle contre Honorius et débarque en Italie[2]. Son armée est écrasée à Otricoli, en Ombrie, par le comte Marinus. Il s'enfuit à Carthage, mais il y est rejoint et exécuté avant le 3 août[3].
- 27 juin : Augustin d'Hippone prêche à Carthage sur le baptême des enfants et le péché originel[4].
- 5 juillet : rescrit d'Honorius contre Héraclien et les complices de sa rébellion, qui sont déclarés ennemis publics[3].
- 13 septembre : Marcellin et son frère le proconsul Apringius, accusés d'avoir participé à la révolte d'Héraclien, peut-être par les Donatistes, est exécuté à Carthage par le nouveau comte d'Afrique Marinus[5].
- Automne : l'usurpateur Jovin est exécuté à Narbonne[6].
  - Athaulf, roi des Wisigoths, allié à l'empire d'Occident contre Jovin, usurpateur en Gaule, bat et tue Sebastianus, frère et collègue du dernier. Jovin, capturé par les Wisigoths au siège de Valence, est exécuté à Narbonne par le Préfet des Gaules d'Honorius Dardanus. Athaulf, qui n'obtient pas d'Honorius les approvisionnements en blé demandés pour son armée à cause de la révolte d'Héraclien en Afrique, rompt avec l'empereur. Il tente en vain de prendre Marseille, défendu par le comte Boniface, puis prend Narbonne où il établit son quartier général[7], ainsi que les importantes villes de Bordeaux et Toulouse[6].
  - Les Burgondes, vaincus après avoir soutenu l’usurpateur romain Jovin, s’installent entre Rhin et Alpes sous leur roi Gondicaire (Royaume de Worms, Borbetomagus, jusqu’en 436)[3]. Ils semblent compter 25 000 âmes dont 5 000 guerriers.

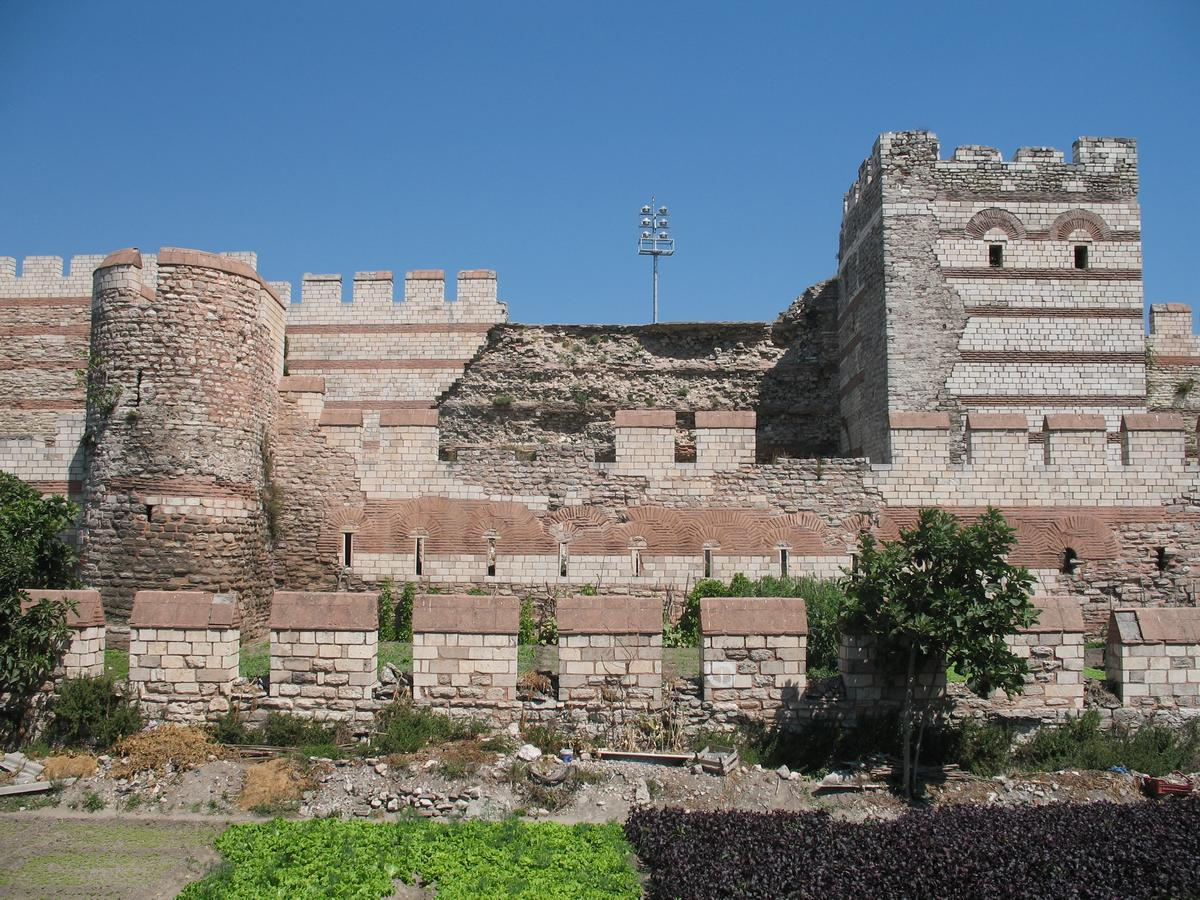
Mur théodosien

- Changsu Wang, fils de Kwanggaet'o Wang le Grand monte sur le trône du royaume de Koguryŏ (Corée) (roi jusqu'en 491)[8].
- Au Japon, les Wa versent un tribut à la dynastie chinoise des Jin orientaux. Cinq autres « rois de Wa » seront enregistrés par les archivistes chinois. Des Japonais iront jusqu’à Nankin apporter une pétition à la dynastie des Liu-Song (420-479) pour faire reconnaître leurs pouvoirs et légitimer leurs droits en Corée[9].
- Pillage de Trèves par les Francs rhénans[10].
- Le préfet du prétoire Anthémius termine les fortifications de Constantinople, connues sous le nom de Mur théodosien[7].
- Tensions à Alexandrie entre le patriarche Cyrille et les Juifs de la ville, et entre Cyrille et le Préfet d'Égypte païen Oreste, quand celui-ci, à l'instigation des Juifs, fait arrêter des chrétiens qui ont troublé les Jeux. Des chrétiens sont massacrés par des Juifs, dont les chefs sont exilés après confiscation de leurs biens[7].

## Décès en 413
- Été : Héraclien, comte d'Afrique rebellé, décapité à Carthage.
- 13 septembre : Marcellin de Carthage.
- Automne : Jovin, usurpateur de l'empereur Flavius Honorius en Gaule[6].

- Chandragupta II, souverain Gupta (entre 413 et 415).
- Kwanggaet'o Wang, roi de Koguryŏ (Corée).